# 马里安·埃纳凯
马里安·弗洛里安·埃纳凯（羅馬尼亞語：Marian Florian Enache，1995年8月5日—），罗马尼亚男子赛艇运动员，2024年欧洲赛艇锦标赛男子双人双桨金牌得主、2024年夏季奥林匹克运动会男子双人双桨金牌得主。